# Аксель (футболіст)
Аксель Родрігес де Арруда (порт. Axel Rodrigues de Arruda, нар. 9 січня 1970, Сантус, Бразилія) — бразильський футболіст, що грав на позиції півзахисника. Головний тренер «Табоан-да-Серра», який очолює з 2017 року.
Виступав, зокрема, за клуб «Сантус», а також національну збірну Бразилії.
Переможець Рекопи Південної Америки.

## Клубна кар'єра
У дорослому футболі дебютував 1990 року виступами за команду клубу «Сантус», в якій провів чотири сезони, взявши участь у 67 матчах чемпіонату.
Згодом з 1994 по 2010 рік грав у складі команд клубів «Сан-Паулу», «Севілья», «Баїя», «Атлетіко Мінейру», «Сан-Паулу», «Спорт Ресіфі», «Ботафогу», «Сересо Осака», «Парана», «Фігейренсе», «Кампіненсе», «Португеза Деспортос», «Пелотас», «Сантакрузенсе», «Ябакуара» та «Камборью».
Завершив професійну ігрову кар'єру у клубі «Камборью», за команду якого виступав протягом 2010—2010 років.

## Виступи за збірну
1992 року провів свій єдиний матч у складі національної збірної Бразилії.

## Кар'єра тренера
Розпочав тренерську кар'єру 2017 року, очоливши ФК «Табоан-да-Серра».

## Ігрова статистика
| Показники | Показники          | Показники | Показники | Показники |
| Сезон     | Клуб               | Ліга      | Матчі     | Голи      |
| Бразилія  | Бразилія           | Бразилія  | Бразилія  | Бразилія  |
| --------- | ------------------ | --------- | --------- | --------- |
| 1989      | «Сантус»           | Серія А   | 5         | 0         |
| 1990      | «Сантус»           | Серія А   | 19        | 2         |
| 1991      | «Сантус»           | Серія А   | 11        | 0         |
| 1992      | «Сантус»           | Серія А   | 19        | 1         |
| 1993      | «Сантус»           | Серія А   | 13        | 1         |
| 1994      | «Сан-Паулу»        | Серія А   | 14        | 2         |
| 1995      | «Сан-Паулу»        | Серія А   | 0         | 0         |
| 1996      | «Сан-Паулу»        | Серія А   | 15        | 0         |
| 1997      | «Сан-Паулу»        | Серія А   | 0         | 0         |
| Іспанія   |                    |           |           |           |
| 1997/98   | «Севілья»          | Сегунда   | 24        | 1         |
| Бразилія  |                    |           |           |           |
| 1998      | «Баїя»             | Серія Б   | 0         | 0         |
| 1999      | «Атлетіко Мінейру» | Серія А   | 15        | 0         |
| 2000      | «Сан-Паулу»        | Серія А   | 5         | 0         |
| 2001      | «Спорт Ресіфі»     | Серія А   | 19        | 0         |
| 2002      | «Ботафогу»         | Серія Б   | 0         | 0         |
| Японія    |                    |           |           |           |
| 2003      | «Сересо Осака»     | Джей-ліга | 15        | 0         |
| Бразилія  |                    |           |           |           |
| 2004      | «Парана»           | Серія А   | 31        | 3         |
| 2005      | «Фігейренсе»       | Серія А   | 14        | 0         |
| Країна    | Бразилія           | Бразилія  | 180       | 9         |
| Країна    | Іспанія            | Іспанія   | 24        | 1         |
| Країна    | Японія             | Японія    | 15        | 0         |
| Загалом   | Загалом            | Загалом   | 219       | 10        |

## Титули і досягнення
- Переможець Рекопи Південної Америки (1):

«Сан-Паулу»: 1994